# Liviu-Dieter Nisipeanu
Liviu-Dieter Nisipeanu, (nascut l'1 d'agost de 1976), és un jugador d'escacs alemany d'origen romanès, que té el títol de Gran Mestre des de 1997. Fou Campió d'Europa el 2006. Des de 2014, juga representant la federació alemanya.
A la llista d'Elo de la FIDE del gener de 2022, hi tenia un Elo de 2652 punts, cosa que en feia el jugador número 2 (en actiu) d'Alemanya, i el 93è millor jugador al rànquing mundial. El seu màxim Elo va ser de 2707 punts, a la llista d'octubre de 2005 (posició 18 al rànquing mundial).

## Resultats destacats en competició
Nisipeanu va empatar als llocs 1r-4t amb Bartłomiej Macieja, Vlastimil Babula i Zoltán Almási al Torneig Zonal de Krynica de 1998, un torneig de Categoria IX. Tots quatre jugadors es van classificar per la fase final del Campionat del món de la FIDE de 1999. En aquell campionat del món, a Las Vegas, va cridar per primer cop l'atenció dels mitjans escaquístics quan va assolir les semifinals, i on malgrat que era pràcticament un desconegut, va eliminar successivament diversos jugadors de l'elit mundial, inclosos Vasil Ivantxuk i Aleksei Xírov, abans de ser eliminat pel qui acabaria sent campió, Aleksandr Khalifman.
El 2005 Nisipeanu va guanyar el 6è Campionat d'Europa individual celebrat a Polònia, amb 10 punts de 13 partides, mig punt per davant de Teymur Rəcəbov, i de Levon Aronian, tercer.
Del 6 al 9 d'abril de 2006, va jugar contra Vesselín Topàlov, llavors el Campió Mundial regnant de la FIDE un matx amistós a quatre partides, a l'Hotel Sofitel de Bucarest, organitzat per la Federació Romanesa. El matx el guanyà Topalov per 3:1.
El maig de 2007, va participar en el III Torneig d'escacs M-tel, a Sofia, on hi acabà 5è, a mig punt del guanyador del torneig, Vesselín Topàlov.
Entre l'agost i el setembre de 2011 participà en la Copa del món de 2011, a Khanti-Mansisk, un torneig del cicle classificatori pel Campionat del món de 2013, i hi tingué una mala actuació; fou eliminat en primera ronda per Rustam Kassimdjanov (½-1½). El 2017 fou 10è al fort Festival d'Escacs de Zalakaros.
El març de 2019 fou 7è al Campionat d'Europa individual a Skopje (el campió fou Vladislav Artémiev).

### Participació en olimpíades d'escacs
Nisipeanu ha participat, representant Romania a sis Olimpíades d'escacs i Alemanya en una entre els anys 1996 i 2014 (quatre cops com a 1r tauler), amb un resultat de (+20 =40 –10), per un 57,1% de la puntuació. El seu millor resultat el va fer a l'Olimpíada del 2006 en puntuar 6½ de 9 (+4 =5 -0), amb el 72,2% de la puntuació, amb una performance de 2745.